# Begär
Begär är en svensk film från 1946 i regi av Edvin Adolphson.
Filmens förlaga var romanen Begär av den danske författaren Hans Severinsen. Manus skrevs av Walter Ljungquist och Adolphson och Carl Nelson producerade. Sune Waldimir och Sydney Baynes skrev musiken,  Göran Strindberg fotade och Lennart Wallén klippte. Produktionsbolag var Monark Film AB och distributionsbolag AB Sandrew-Bauman Film. Filmen hade premiär den 2 september 1946 på biografen Palladium i Malmö och var 124 minuter lång. Den var tillåten från 15 år.
Adolphson spelade även filmens huvudroll som Carsten Berg. Bland övriga medverkande fanns Carl Deurell, Gunn Wållgren och Sven Magnusson med flera. Inspelningen av filmen påbörjades den 17 januari 1946 och avslutades den 20 mars samma år. Den spelades in i Sandrewateljéerna i Stockholm.

## Handling
Carsten Berg återvänder hem efter 15 år utomlands. Han hamnar i gräl med fadern, som dör av en hjärtattack. Sonen får därför överta faderns firma. Ungefär samtidigt får han dock veta att han lider av en obotlig sjukdom och kommer att dö inom några månader. Han börjar leva ett hektiskt nöjesliv och blir alltmer försupen. Han missköter firman så till den grad att den försätts i konkurs. Därtill råkar han av misstag sätta eld på firmans lager och blir själv svårt brännskadad på kuppen. På sin dödsbädd blir han förlåten av förälskelsen Ingrid. Filmen slutar med att han avlider.

## Rollista
- Edvin Adolphson – Carsten Berg
- Carl Deurell – Johannes Berg, Carstens far
- Gunn Wållgren – Ingrid, direktör Bergs fosterdotter och Carstens förälskelse
- Sven Magnusson – Tore Wiborg, notarie
- Olof Winnerstrand	– Appelgren, kamrer
- Hilda Borgström – fru Quist
- Axel Högel – Johansson
- Ilse-Nore Tromm – fru Hjorth
- Albert Ståhl – Pettersson
- Åke Claesson – läkare
- Olav Riégo – rådman
- Erland Colliander	– anställd hos Berg
- John Harryson – anställd hos Berg
- Jan-Olof Rydqvist	– anställd hos Berg
- Martha Colliander	– anställd hos Berg
- Börje Nilsson – springpojke
- Rune Stylander – överläkare
- Inga-Lill Åhström	– sjuksyster i Stockholm
- Maj-Lis Lüning – sjuksyster
- Erik Forslund – Fröjd
- Hugo Jacobson – portier
- Folke Pilo – nattportier
- Gunnar Hagberg – restaurangvaktmästare
- Hugo Tranberg – rockvaktmästare
- Bellan Roos – servitris
- Margot Ryding – diskare
- Wilma Malmlöf – diskare
- Sten Hedlund – vaktmästare
- Yngwe Nyquist – gäst hos fru Hjorth
- Sten Lindgren – bröllopsgäst
- Maja Cassel – bröllopsgäst
- Gudrun Moberg – bröllopsgäst
- Mary Hjelte – bröllopsgäst
- Hartwig Fock – passkontrollör
- Sven-Eric Wigren – tulltjänsteman
- Gitta Tegnér – teleexpeditris

## Mottagande
Filmens fick negativ kritik när den utkom. Flera av recensenterna menade att Adolphson inte var någon bra regissör.